# Bulent Kukurtcu
Bulent Kukurtcu es un científico especializado en el área de biología. Desde 2009 trabaja como Asesor y Director Científico en el Departamento Científico de Catalysis SL.

## Datos académicos e investigación
Bulent Kukurtcu licenciado en biología en 1985 por la Universidad del Egeo ha desarrollado su carrera en el sector farmacéutico como investigador y jefe de expediciones marinas internacionales para la bio-prospección marina en el área de I+D. Estudió en los programas de máster por el INIEC de la Universidad de Málaga, por Bioforum (ASEBIO), por la Universidad de Estambul y en el programa de doctorado por la Universidad Autónoma de Madrid.   
En su ámbito de estudio y trabajo ha desarrollado trabajos en acuicultura para la obtención de biomasa de los invertebrados marinos para la industria farmacéutica.

## Otros
- Proporcionó clases en la Universidad Internacional de Andalucía para los estudiantes de postgrado y doctorado sobre los recursos genéticos.